# Musée de la Résistance, de l'Internement et de la Déportation (Chamalières)
Pour les articles homonymes, voir Musée de la Résistance et de la Déportation.
Le Musée de la Résistance, de l'Internement et de la Déportation situé à Chamalières (Puy-de-Dôme) est depuis 2018 un des musées de Clermont Auvergne Métropole. Le musée évoque l'Histoire de la France durant la Seconde Guerre mondiale et les évènements qui se sont déroulés particulièrement en Auvergne. Il propose une exposition permanente et des expositions temporaires sur le thème de la Seconde Guerre mondiale.

## Historique
Dès 1985 Jean Bac, alors président de la Fédération nationale des déportés et internés résistants et patriotes, anime des réunions qui débouchent le 18 avril 1994 sur l’inauguration du Musée de la résistance de l’internement et de la déportation. Anciennement géré par l'Association du Musée de la Résistance créée en 1988, il est depuis 2018 sous la tutelle de Clermont Auvergne Métropole.

## Caractéristiques
Sur 134 m², le musée aborde trois thèmes de façon chronologique : 
- la montée du nazisme, la Résistance
- la collaboration et la vie quotidienne durant la Seconde Guerre mondiale
- l'internement, les ghettos, la déportation et procès de Nuremberg.

Cette exposition permanente évoque des figures locales : Emmanuel d'Astier de La Vigerie, Madeleine Begon, Jean Cavaillès, Jean Curabet, Pierre Dmytruk, Louis Duclos, Léon Garmy, Louis Gentil, Pierre Girardot, Alfred Klein, Antoine Llorca, Henri Madeline, François Marzolf, Jean Maupoint, Nestor et Simone Perret, Marc Sabadel, la famille Tourette (Henri, René, Madeleine...), Alexandre Varenne...
Un centre de documentation propose des documents relatifs à la Seconde Guerre mondiale, consultables sur demande.
Le musée organise des activités culturelles et pédagogiques : des visites accompagnées et thématiques pour le jeune public comme pour les adultes, des expositions temporaires.

## Expositions temporaires
- 2024 : Charles de Gaulle, 1890-1970[4],[5] et Tout une histoire ! Michelin dans la Seconde Guerre mondiale[6],[7],[8]
- 2023 : Chroniques de Francine R[9],[10]. et Instants suspendus[11]
- 2022 : Germaine Tillion, Sage, Savante Combattante[12] et Elsa Triolet - Aragon, un couple de résistants[13]